# احمد میرزا عضدالسلطنه
احمد میرزا عضدالسلطنه آخرین پسر ناصرالدین شاه بود که در ۳ مرداد ۱۲۷۰ خورشیدی به دنیا آمد. مادرش توران السلطنه بود. وی با تاج‌السلطنه از یک مادر بودند.

## تحصیلات
او به همراه برادرش یمین‌الدوله در اتریش به تحصیل علوم نظامی پرداختند. در این مدت، فرانتس یوزف یکم چندین بار از آنان در کاخش پذیرایی کرد.

## مقامات رسمی
وی در سال ۱۳۱۸ هجری شمسی فرمانده ارتش در استان آذربایجان بود.

## مرگ
سرانجام وی در سال ۱۳۴۴ درگذشت. جنازه اش در قم دفن شد.